# Pré-Saint-Didier
Pour les articles homonymes, voir Pré (homonymie).
Pré-Saint-Didier (sous le royaume de Sardaigne, Pré-Saint-Didier-les-Bains) est une commune italienne alpine de la haute région Vallée d'Aoste.

## Géographie

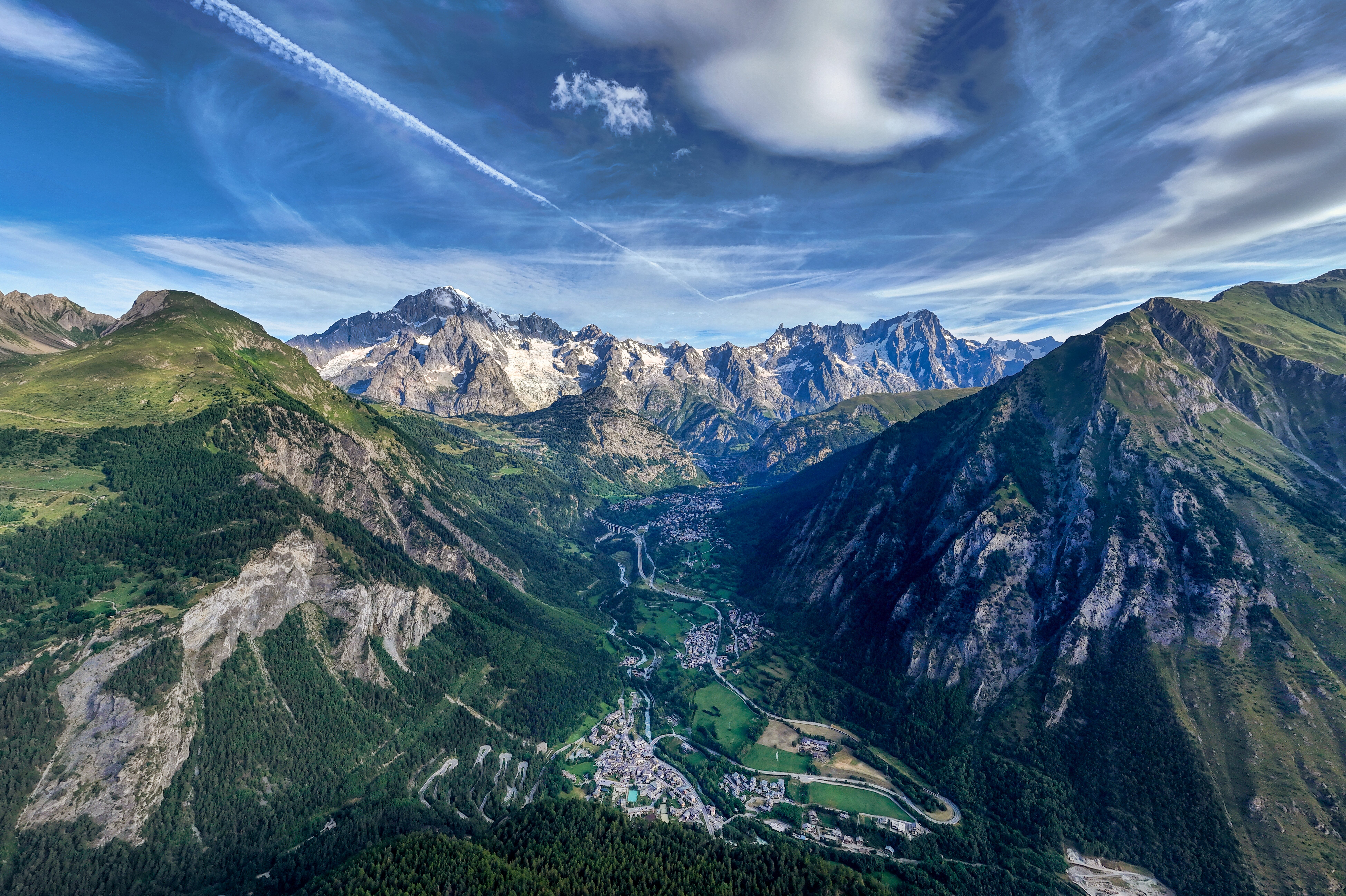
Vue du haut Valdigne, avec le mont Blanc et Pré-Saint-Didier

Pré-Saint-Didier se situe à l'embouchure du vallon de La Thuile, près du gouffre du Verney, une cluse du val, aux parois latérales presque verticales et très étroites. 

Localisation de la commune de Pré-Saint-Didier à l'intérieur de la Vallée d'Aoste.

## Histoire
Ce lieu était déjà très fréquenté à l'époque romaine, quand il s'appelait Aræbrigium, grâce aux sources d'eau thermale. Leur exploitation débute au milieu du XVIIe siècle, et la construction du premier établissement thermal remonte à 1834, tandis que le casino a été bâti en 1888.
Le centre thermal fut fréquenté pendant 150 ans environ par les membres de la Maison de Savoie, lorsque le village s'appelait Pré-Saint-Didier-les-Bains.
Aujourd'hui les deux bâtiments des thermes et de l'ancien casino ont été unis pour créer le nouvel établissement thermal. Les eaux de la Doire du Verney sont acidulées et ferrugineuses, et ont des propriétés relaxantes, antirhumatismales et salutaires pour les problèmes de l'épiderme.

## Économie
La commune fait partie de l'Unité des communes valdôtaines du Valdigne - Mont-Blanc, regroupant aussi les communes limitrophes de la haute Vallée d'Aoste de Morgex, Courmayeur, La Thuile et La Salle. 

### L'établissement thermal
Les sources chaudes dans la région étaient déjà connues à l’époque Romaine et peuvent se prévaloir d'une histoire très ancienne, même si la réalisation de la station thermale ne date que de 1834.
En effet, après une utilisation régulière à l’époque romaine et médiévale, l'intérêt pour la source ne renaît au début du XVIIIe siècle. L’exploitation des  Thermes commence au milieu du XIXe siècle et se poursuit avec un développement progressif jusqu'au début de la dernière guerre mondiale.
Pendant plus de 150 ans, les Thermes de Pré-Saint-Didier furent un des principaux centres d'attraction touristique de la Vallée d’Aoste. Ils reçurent la visite de personnages illustres et devinrent l’un des lieux de villégiature préférés des membres de la famille royale de Savoie dans la région.
Dans l’après-guerre, une tentative pour relancer l’activité demeura sans suite. Plus tard, dans les années 1970 et 1980, il y eut un débat souvent houleux sur l’opportunité de rouvrir le site  
L'œuvre de restauration des bâtiments réalisée et la restructuration des lieux entreprises depuis l’an 2000 ont redonné aux Thermes de Pré-Saint-Didier leur antique splendeur.

## Monuments et lieux d'intérêt
- Les thermes, le long de la Doire du Verney.
- Le Gouffre du Verney, d'origine post-glaciaire et creusé par la Doire du Verney, coulant du lac du même nom et du vallon de La Thuile.
- Le Grand bâtiment, à Verrand, avec ses fenêtres gothiques, connu localement aussi comme Château de Verrand.
- Le barrage de Pré-Saint-Didier, œuvre de défense faisant partie du Mur alpin voulu par Benito Mussolini.

## Galerie d'images

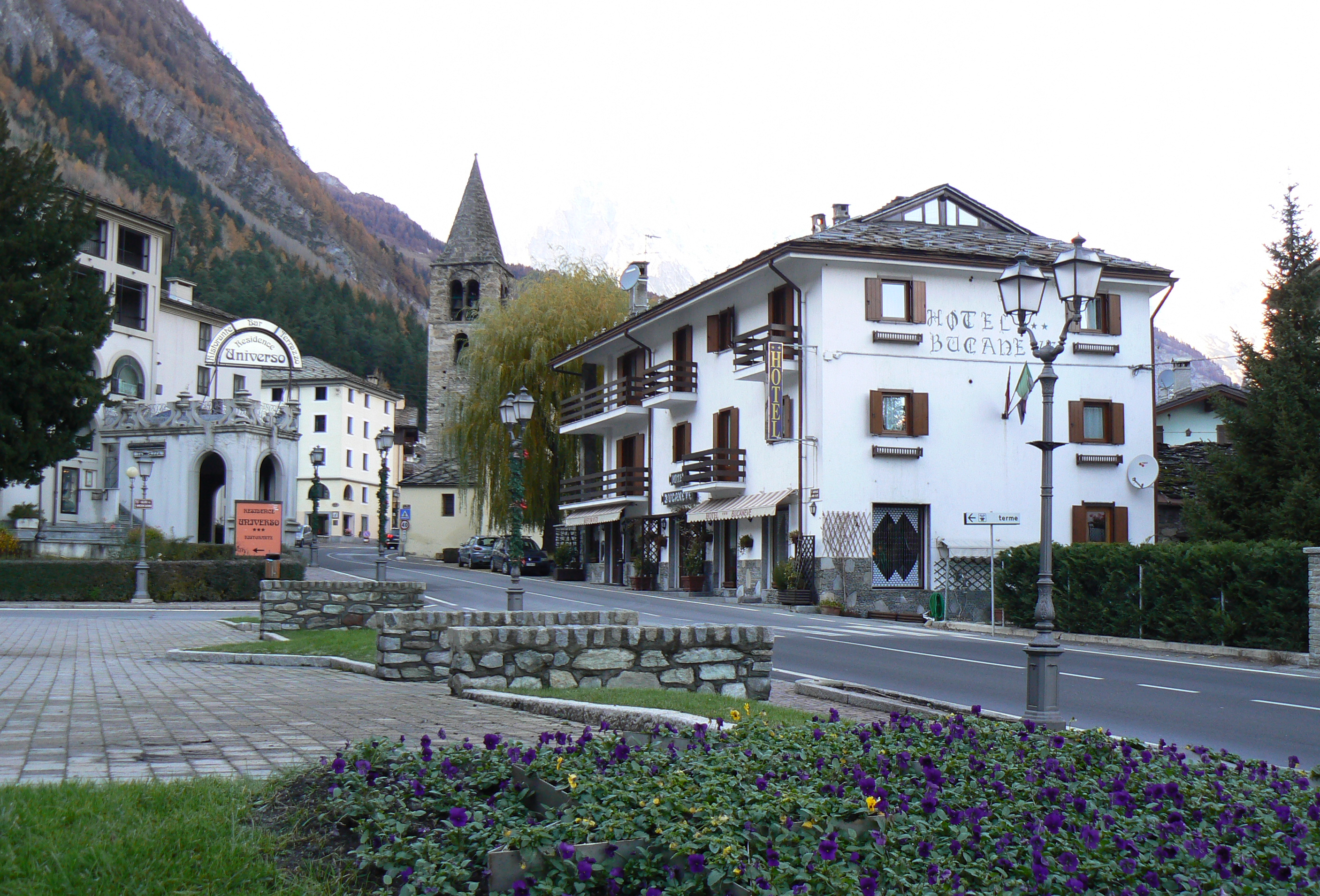
Avenue du Mont-Blanc.
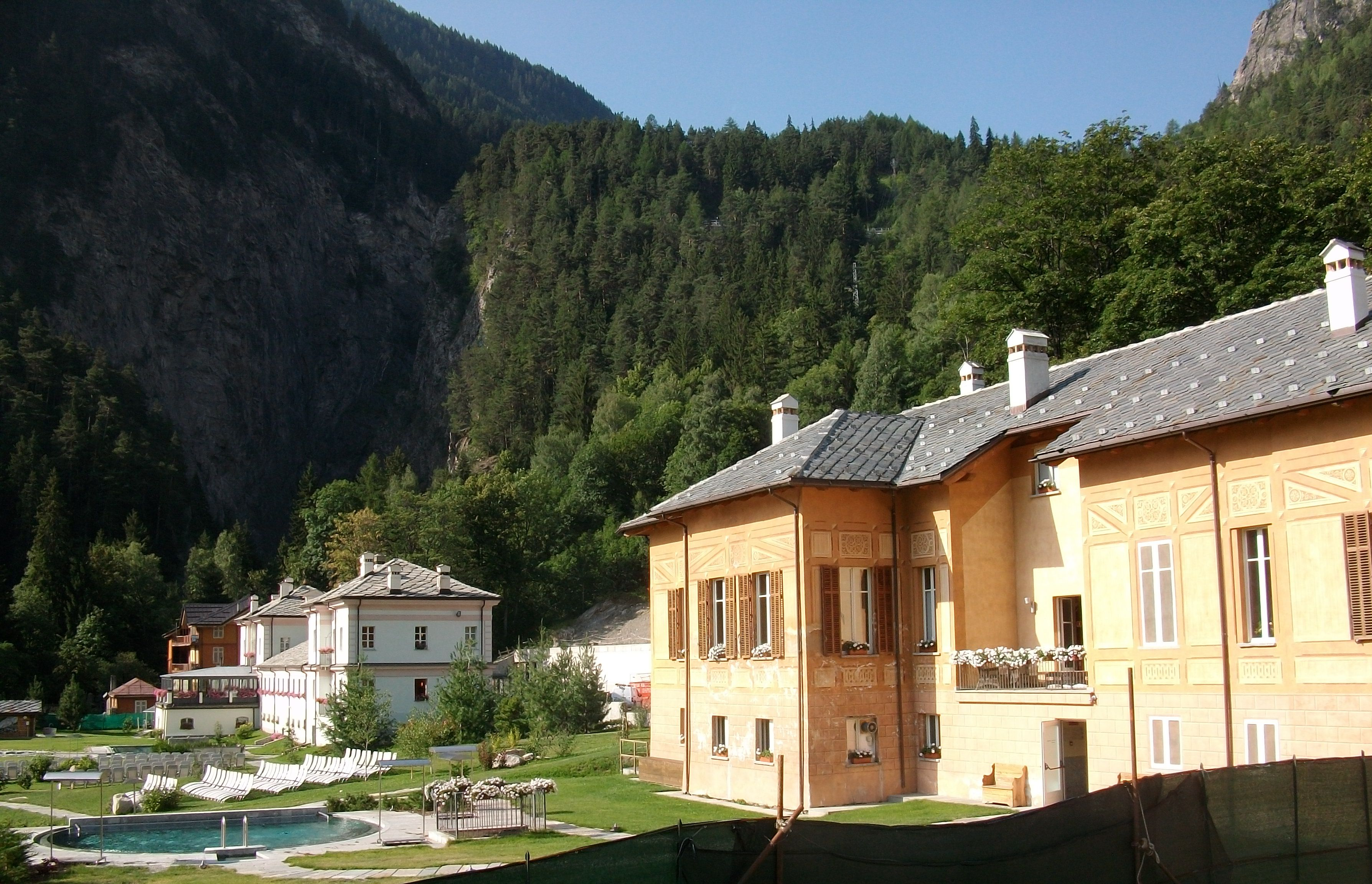
Les thermes.
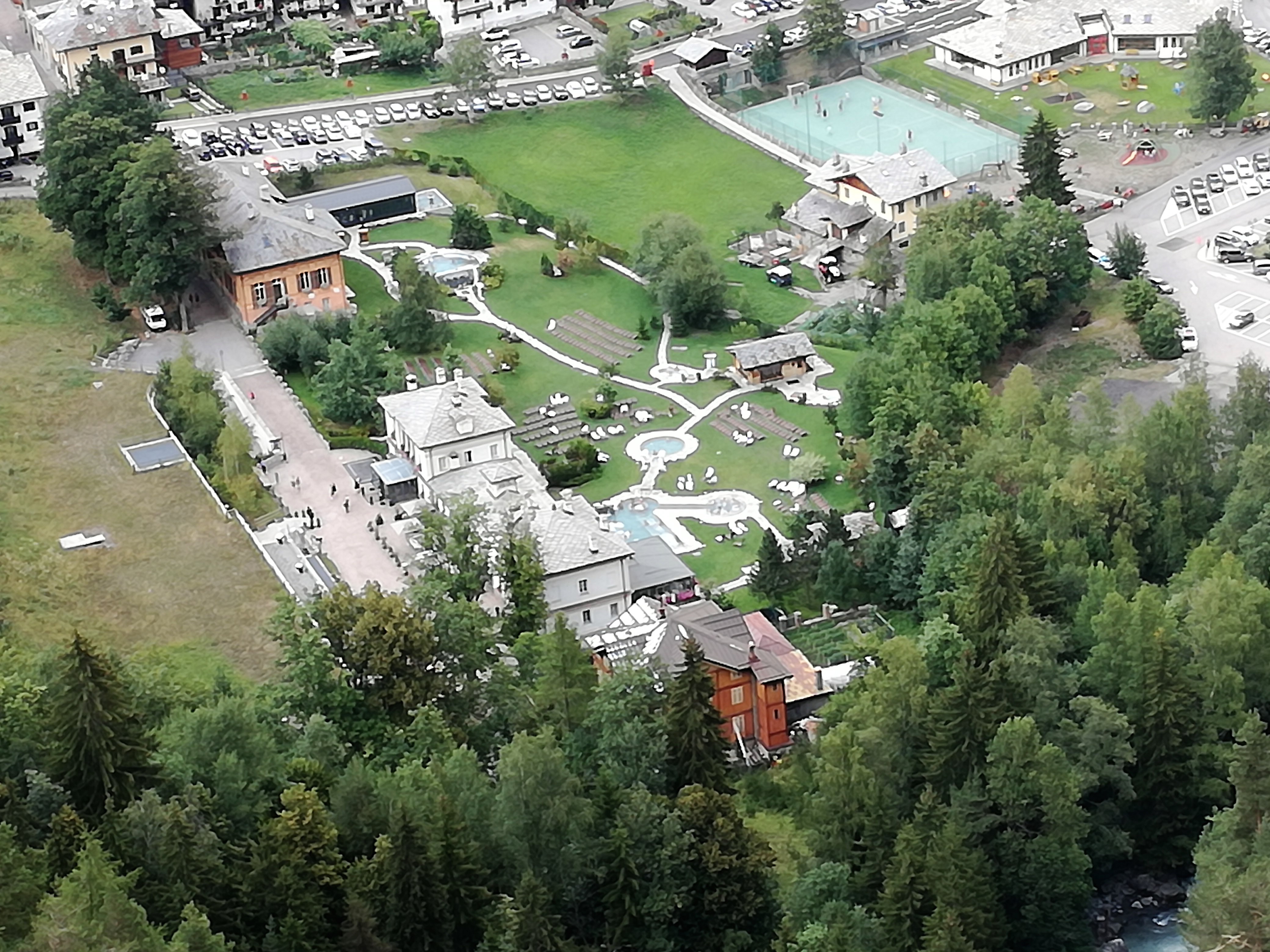
Les thermes, vue de la passerelle sur le gouffre du Verney.
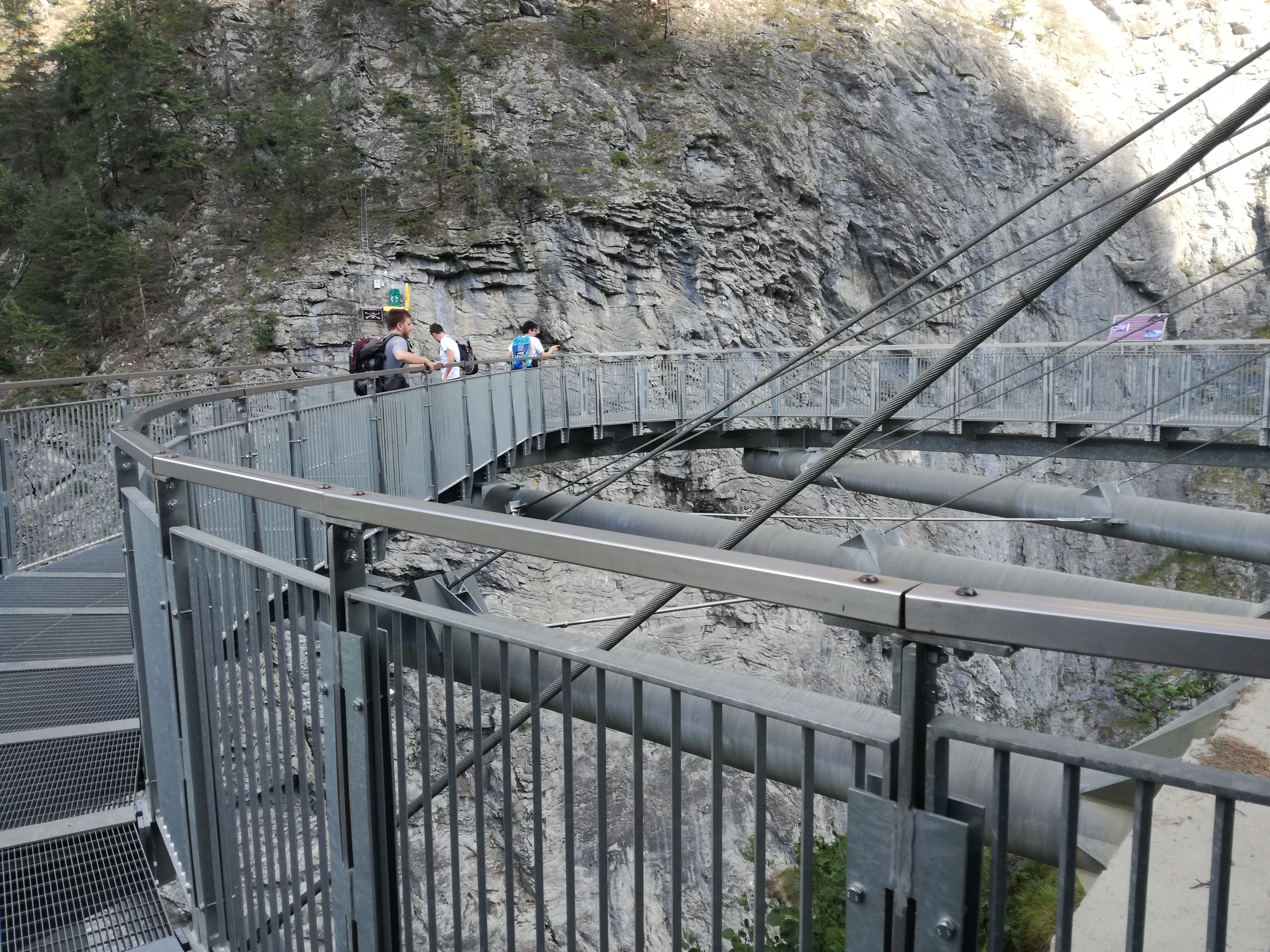
La passerelle sur le gouffre du Verney.
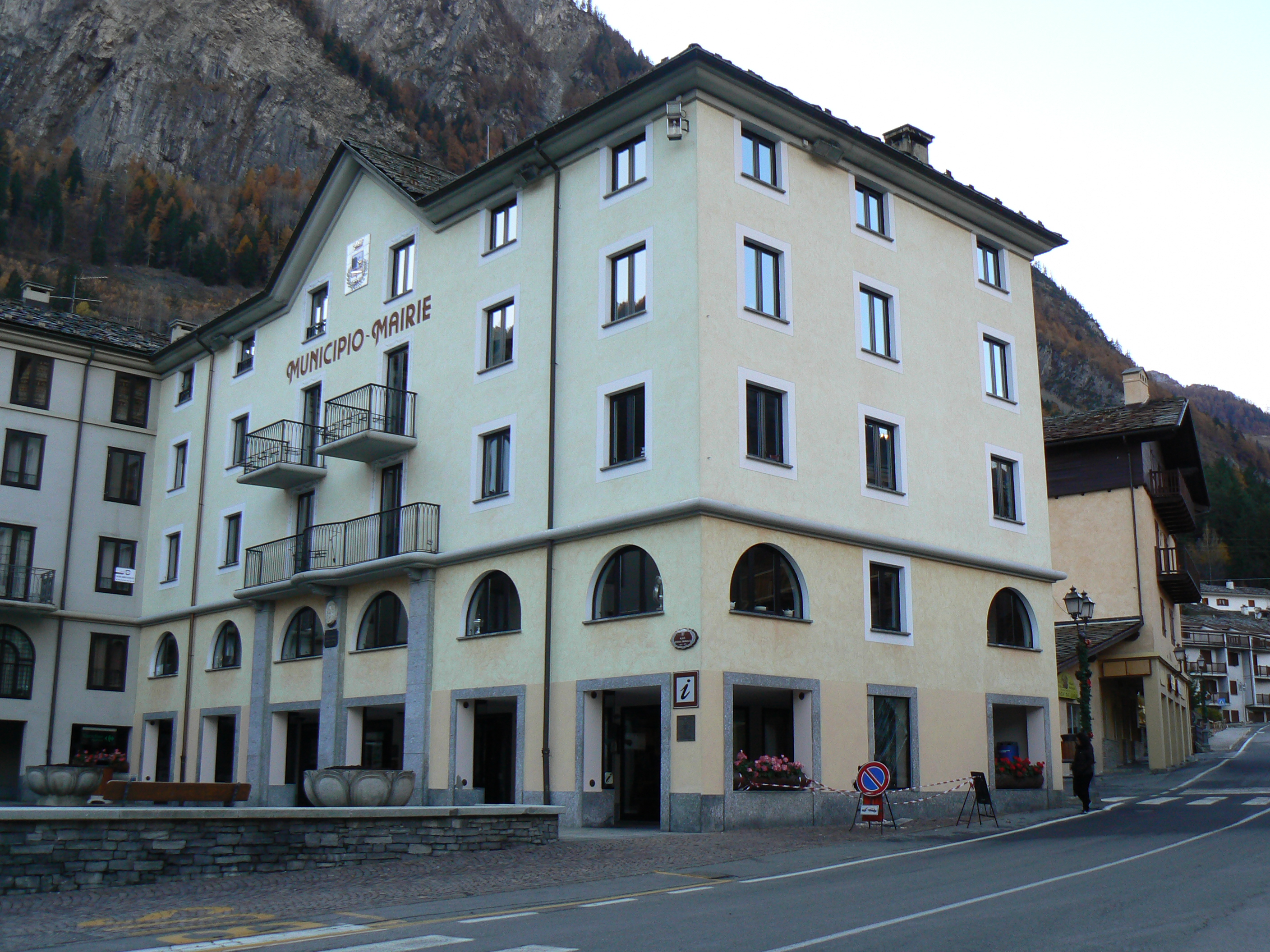
La maison communale.
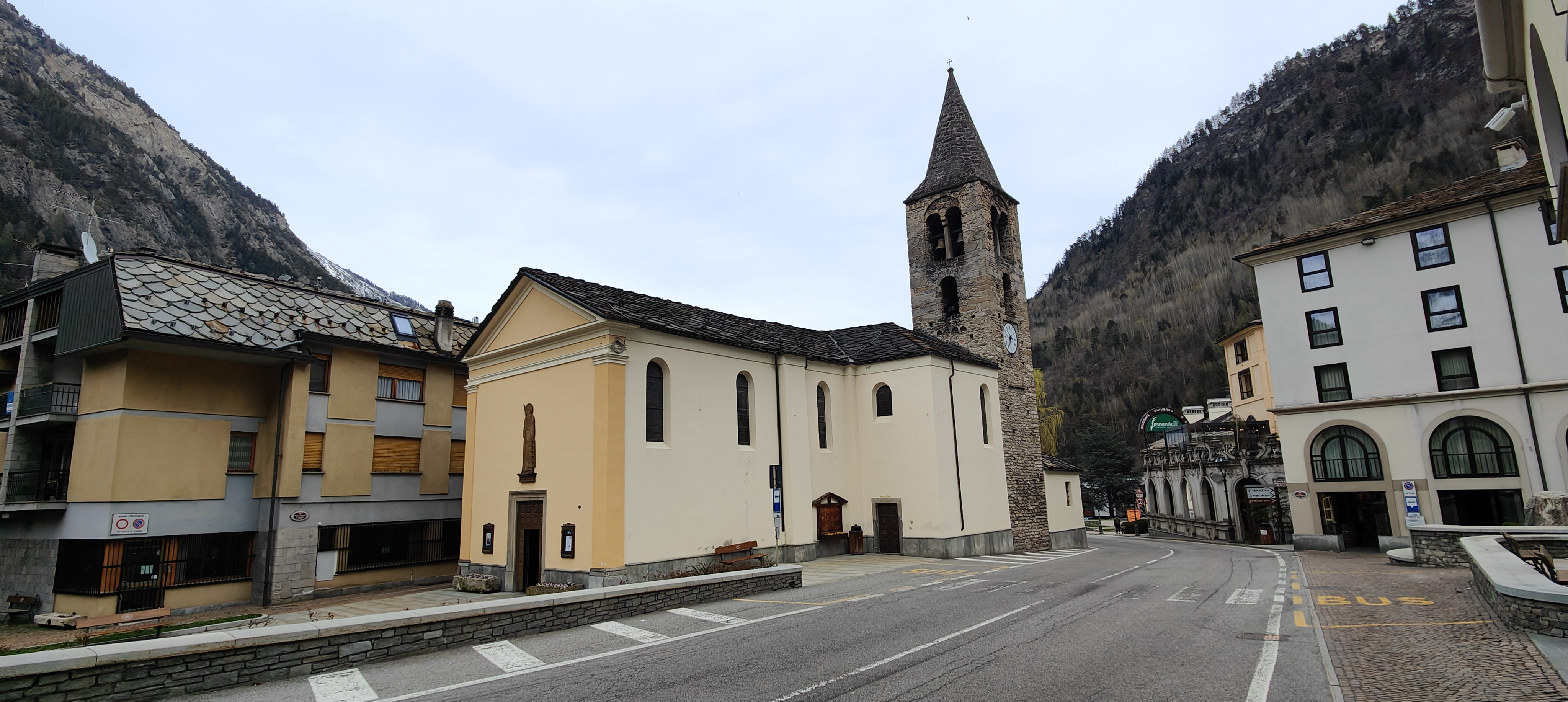
L'église paroissiale Saint-Laurent, rénovée au XVe siècle et élargie en 1891.
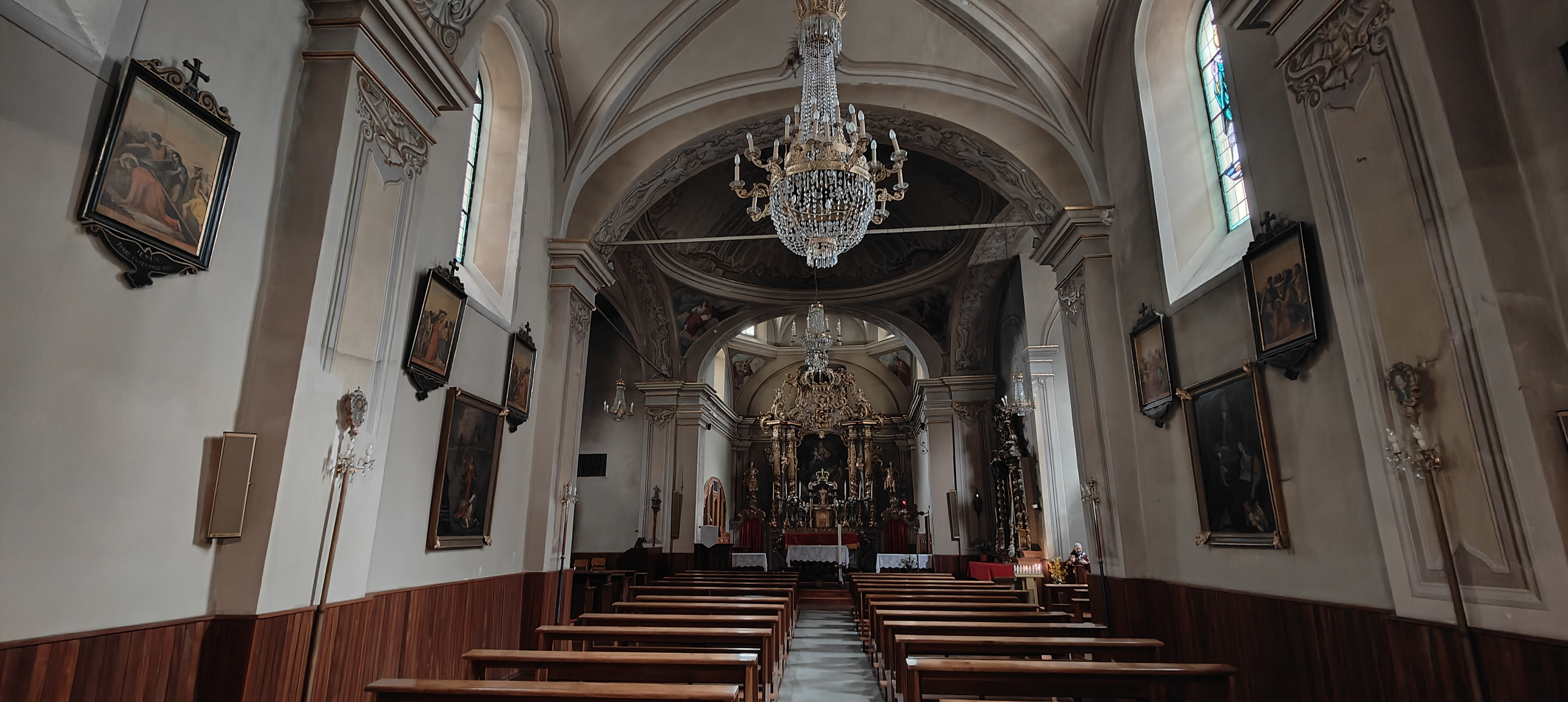
L'intérieur de l'église Saint-Laurent, à nef unique, et dont l'autel date du XVIIIe siècle.

## Société

### Évolution démographique
Habitants recensés

## Événements
Chaque année, le 30 décembre, la Foire des glaciers, exposition de l'artisanat valdôtain de tradition.

## Sport
Dans cette commune se pratique le palet, l'un des sports traditionnels valdôtains.

## Transports
La commune dispose d'une gare, terminus de la ligne Aoste - Pré-Saint-Didier et du réseau ferré italien, desservie par un train toutes les heures environ.

## Administration

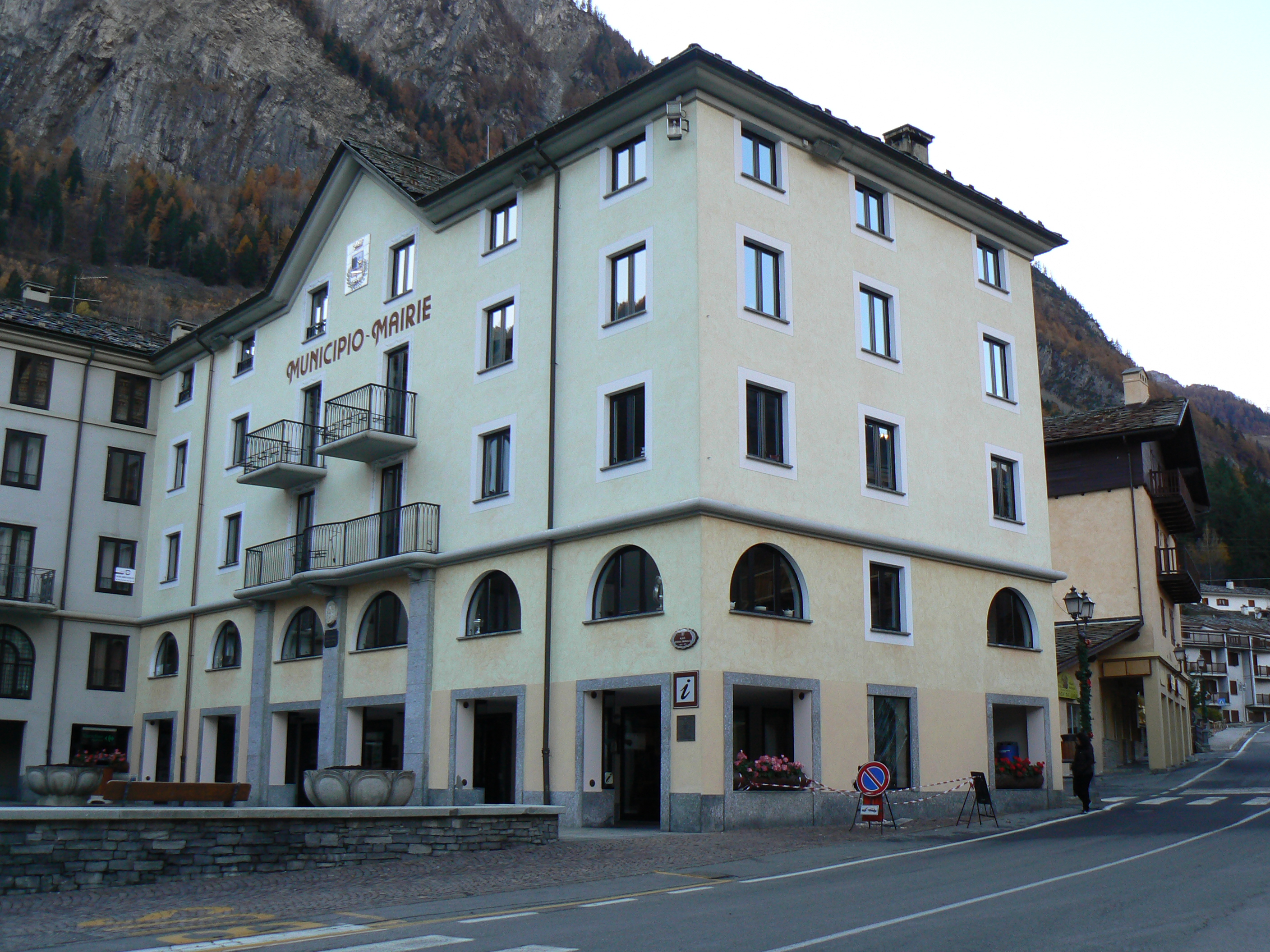
La maison communale.

| Période                                  | Période           | Identité        | Étiquette     | Qualité  |
| ---------------------------------------- | ----------------- | --------------- | ------------- | -------- |
| mai 2005                                 | 24 mai 2010       | Richard Bieller | liste civique | Syndic   |
| 24 mai 2010                              | 21 septembre 2020 | Alessandra Uva  | liste civique | Syndique |
| 22 septembre 2020                        | 30 novembre 2023  | Richard Bieller | liste civique | Syndic   |
| 1er décembre 2023                        | En cours          | Alessandra Uva  | liste civique | Syndique |
| Les données manquantes sont à compléter. |                   |                 |               |          |

### Hameaux
Verrand, Palleusieux, Revers, La Balme, Élévaz, Champex, Torrent.

### Communes limitrophes
Courmayeur, La Thuile, Morgex.